# Primeiro de Maio (Paraná)
Primeiro de Maio is een gemeente in de Braziliaanse deelstaat Paraná. De gemeente telt 11.126 inwoners (schatting 2009).